# 핸들 시스템
핸들 시스템(Handle System)은 1994년 미국 CNRI(The Corporation for National Research Initiatives)에서 개발한 영구 식별자 또는 핸들 서비스를 일컫는 말이다. 디지털 객체 식별자(DOI), DSpace 등 대중화된 영구 식별자 서비스들의 기반으로 작동하고 있다.:184

## 같이 보기
- 영구 식별자
- 디지털 객체 식별자
- DSpace